# Miloš Obrenović I di Serbia
Miloš Obrenović (in serbo Милош Обреновић? o Milosh Obrenovich; anche conosciuto come: Miloš Teodorović; Gornja Dobrinja, 18 marzo 1780 – Belgrado, 26 settembre 1860) fu Principe di Serbia tra il 1815 e il 1839, e nuovamente tra il 1858 il 1860.
Dopo aver partecipato alle fasi finali della Prima rivolta serba sul finire del 1813, fu uno dei pochi leader della ribellione a restare in Serbia nonostante il ritorno degli ottomani. Successivamente, nell'aprile 1815, fu uno degli istigatori della Seconda rivolta serba, divenendone il leader assoluto.
Nel 1817 le forze dell'Impero ottomano sconfissero le armate serbe, non prima comunque di aver negoziato con Marashli-pasha: proprio la diplomazia utilizzata da Miloš sancì una certa autonomia per la Serbia, sempre comunque come territorio dipendente dall'Impero ottomano. Il popolo serbo, però, si ribellò ben presto al potere autocratico e spesso brutale di Miloš, che fu costretto ad accettare una Costituzione nel 1835. Questo causò comunque una serie di contrasti con i potenti vicini austriaci, ottomani e russi: in particolare l'Austria di Metternich mal sopportò l'istituzione di una bandiera serba e di un suo Ministro degli Esteri. Miloš, comunque, ritirò la Costituzione sotto le pressioni sempre maggiori dei tre potenti vicini.